# Francia sol
A sol, később sou egykori francia pénzegység és érme. Eredete a karoling pénzrendszerre vezethető vissza, melyben a solidusnak megfelelő pénzegység. (1 karoling font = 20 solidus vagy sol = 240 denarius vagy denier.)
Az első ilyen értékű érme a gros tournois volt, melyet IX. Lajos (1226–1270) veretett 1266-tól, s amely az Alpoktól északra a garas előképe lett. XII. Lajos (1498–1515) uralkodása óta a 15 denier értékű gros de trois blanc és a 12 denier értékű douzain formájában verték, utóbbit 1640-től ellenjeggyel látták, mellyel értékét 15 denier-re emelték. Neve ekkortól sou marqué. A nagy francia forradalom kitörésekor 1 livre (Livre tournois, vagy francia font) 20 solt ért, 1 ezüst écu 120 solt, 1 Lajos-arany (Louis d'or) pedig 480 solt. 

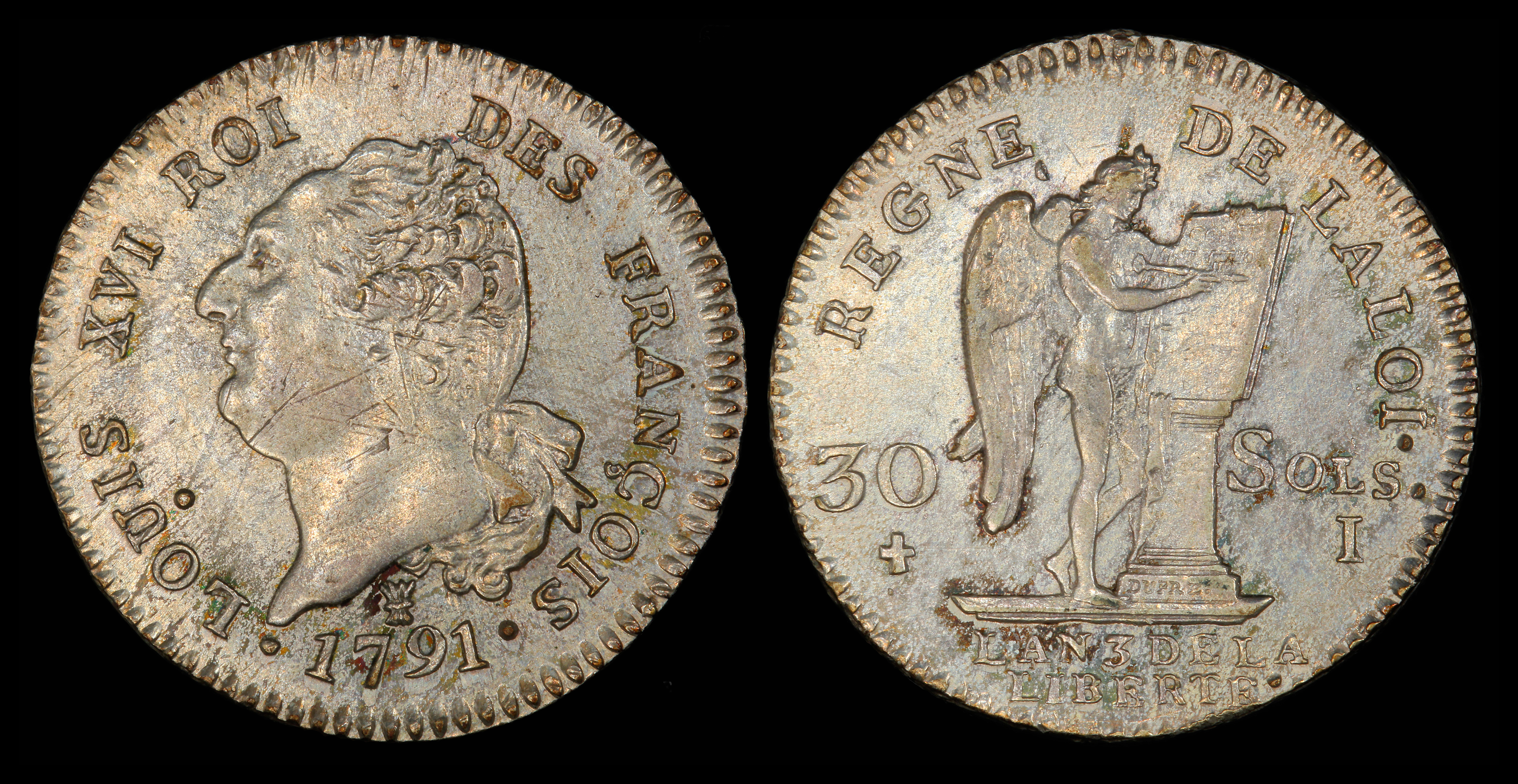
XVI. Lajos francia király 1791-ben vert ezüst 30 solos érméje, értéke 1,5 francia livre.)